# Torri in Sabina
Torri in Sabina és un comune (municipi) de la província de Rieti, a la regió italiana del Laci, situat a uns 50 km al nord de Roma i a uns 20 km al sud-oest de Rieti. A 1 de gener de 2019 la seva població era de 1.225 habitants.

## Llocs d'interès
Hi ha l'església de Santa Maria della Lode a Vescovìo, construïda al segle IX i modificada al segle xii amb l'aspecte actual romànic. L'interior té una sola nau i conserva un fresc del segle xiii i XIV del Judici Universal i escenes de l'Antic i del Nou Testament. El campanar data del segle X-XI, es va construir amb restes de l'antiga ciutat romana de Forum Novum.